# Paramarpissa albopilosa
Paramarpissa albopilosa är en spindelart som först beskrevs av Banks 1902.  Paramarpissa albopilosa ingår i släktet Paramarpissa och familjen hoppspindlar. Inga underarter finns listade i Catalogue of Life.